# Hetoemis cinerea
Hetoemis cinerea is een keversoort uit de familie boktorren (Cerambycidae). De wetenschappelijke naam van de soort is voor het eerst geldig gepubliceerd in 1795 door Olivier.